# Ковалевский, Жан
Жан Ковалевский (фр. Jean Kovalevsky; 18 мая 1929 — 17 августа 2018) — французский астроном.
Член Французской академии наук (1988; корреспондент с 1974).

## Биография
Родился в Неюлли-на-Сене, в 1954 году окончил Высшую нормальную школу в Париже. В 1954—1960 годах работал в Парижской обсерватории, в 1960—1971 году — в Бюро долгот в Париже, заведующий отделом эфемерид и небесной механики, в 1971—1978 годах — директор группы «Космическая геодезия» в Медонской обсерватории. В 1960—1974 годах преподавал в Парижском университете. Основатель и первый директор Центра по изучению проблем геодинамики и астрометрии (фр. Centre d’Etudes et de Recherches en Geodynamique et Astrométrie) в Грасе (1974—1982), вновь занимал этот пост в 1988—1992 годах. В 1960-х годах курировал программу исследований, проводившихся с помощью французских искусственных спутников Земли DIA (1966), DIG и DID (1967). В 1981—1997 годах — руководитель международного консорциума FAST по обработке данных наблюдений, выполненных Европейским астрометрическим спутником HIPPARCOS. Президент Национального Бюро по метрологии (с 1994 года по настоящее время). Член Международного комитета мер и весов (CIPM) с 1985 по 2004 год, президент этого комитета в 1997—2004 годах.
Основные труды в области небесной механики, астрометрии, космической геодезии. Разработал аналитическую теорию движения искусственных спутников Земли. Исследовал движение спутника Юпитера Пасифе, разработал новый численно-аналитический метод для построения теории его движения. Первым успешно завершил работы по исследованию сходимости рядов в буквенной теории движения Луны и программированию этой теории. Улучшил методы вычисления эфемерид, основал во французской службе эфемерид исследовательскую школу по небесной механике. Выполнил большой цикл работ, посвященных исследованию фундаментальных астрономических постоянных, систем координат, применяемым в геодинамике, определению масс планет и динамике системы Земля — Луна. Провел ряд наблюдений на астролябии Данжона с целью определения диаметра Нептуна. Первым во Франции применил доплеровские методы измерений в геодинамике, возглавлял Международный координационный центр по проведению экспериментов с использованием лазерной локации небесных объектов для целей геодинамики (ISAGEX).
Президент Французского астрономического общества (1970—1973), президент секции астрономии Национального центра научных исследований (1971—1975), президент Национального французского комитета по астрономии (1974—1977).
Лауреат премий имени М. Дамуазо Парижской АН (1962) и премии П. Ж. С. Жансена Французского астрономического общества (1979).
Автор нескольких книг по небесной механике и астрометрии и более 300 статей и докладов.

## Публикации на русском языке
- Ковалевский Жан. Современная астрометрия / пер. с англ., ред. В. Е. Жаров. — Фрязино: Век 2, 2004. — ISBN 5-85099-147-6.